# Политическая структура Франции
Франция — демократическая парламентская республика с элементами сильной президентской власти (т. н. «смешанная республика» или «президентско-парламентской республикой»).
Законодательный орган — Парламент (Parlement), состоит из Сената (Sénat), избираемого коллегиями выборщиков по мажоритарной системе в 2 тура по одномандатным округам при закрытом втором туре сроком на 9 лет, при ротации 1/3, и Национального Собрания (Assemblée Nationale), избираемого народом по мажоритарной системе по одномандатным округам в 2 тура сроком на 5 лет. Парламент может быть распущен Президентом, но Президент не может формировать без Парламента Правительство. Глава государства — Президент (Président), избирается народом 2 тура при закрытом втором туре сроком на 5 лет, при возможности одного переизбрания. Президент осуществляет представительские функции, определяет внешнюю политику и является верховным главнокомандующим армии и флота. Исполнительный орган — Правительство (Gouvernement), состоящее из Премьер-Министра (Premier Ministre) и министров, назначаемое Президентом и несущее политическую ответственность перед Парламентом. Выражение недоверия любой из палат Парламента влечёт за собой отставку Правительства. Орган конституционного надзора — Конституционный совет (Conseil constitutionnel), на треть назначаемый Президентом, на треть — Председателем Сената, на треть — Председателем Национального Собрания.